# Cisterciácký řád
Cisterciácký řád (latinsky Ordo Cisterciensis, O.Cist.) je mnišský řád založený roku 1098, ve kterém žijí mniši podle přísných zásad klášterního života hlásaných Benediktem z Nursie, navazující na benediktinskou tradici (vznikl jako reformace benediktinského řádu).
Název získal podle latinské podoby místa, kde byl založen (Citeaux, lat. Cistercium). Řád se dělí na mužskou a ženskou větev, jeho členové se označují jako cisterciáci (cisterciensi, cisterciáni, cisterciáné) a cisterciačky (cisterciánky). V čele řádu stojí generální opat.
Na přelomu 20. a 21. století řád spravoval 127 klášterů, z toho v ČR dva mužské kláštery (vyšebrodský a mnichy neobsazený osecký) a jeden ženský (Porta cœli). V roce 2015 čítal řád 2450 mužů i žen, v roce 2017 bylo mužských členů 1340.

## Historie řádu

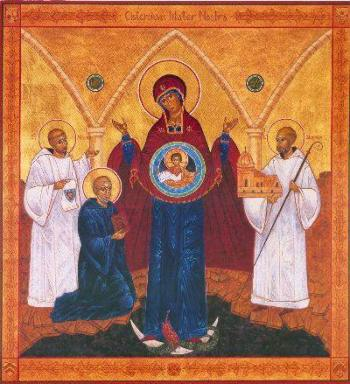
Fundátoři kláštera Cîteaux

Roku 1098 založil sv. Robert, opat benediktinského kláštera Molesme, nespokojený s tamními pořádky, s 22 dalšími mnichy klášter ve francouzském Cîteaux (latinsky Cistercium – podle milníku staré římské cesty, původní návrh Novum Monasterium se neujal). V novém klášteře, který původně stál v neobydlené krajině věnované příbuznými opata Roberta, chtěli žít podle nezmírněných, přísně asketických regulí sv. Benedikta z Nursie. Tento klášter se stal centrem reformního hnutí v benediktinském řádu, které se distancovalo od přepychu a okázalosti a soustředilo se na prostotu a odříkání podle hesla sv. Benedikta „Ora et labora!“ (česky Modli se a pracuj), které benediktini postupně opustili.
Po vynuceném odchodu opata Roberta zpět do kláštera v Molesme se novým představeným v Cîteaux stal Alberich. Za jeho působení se mniši tohoto kláštera roku 1100 s povolením papeže Paschalise II. osamostatnili a přijali název podle svého působiště – cisterciáci. Nový řád byl podřízen přímo Svatému stolci. Opat Alberich vypracoval základní regule řádu Instituta monochorum Cisterciensum de Molismo venientium. Řádu bylo zakázáno přijímat jakékoliv církevní poplatky a stanovena povinnost manuální práce jak pro laické bratry (konvrše), tak pro samotné mnichy. Alberich zavedl také nový řádový oděv, bílý hábit s černým škapulířem.
Na formování řádu se významně podílel i třetí opat Angličan Štěpán Harding, který doplnil řádové regule o tzv. Chartu caritatis. Definitivní uznání řádu proběhlo v roce 1119.

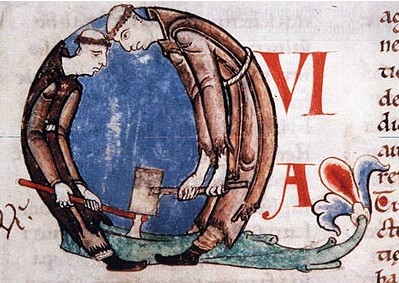
Cisterciáčtí mniši klučící les (středověká miniatura)

Roku 1112/13 vstoupil do kláštera v Cîteaux jako novic mladý Bernard, který se již roku 1115 jako 25letý stal opatem nově založeného kláštera v Clairvaux. Postupně se stal vůdčí duchovní osobností své doby a významně se zasloužil o rozšiřování řádu zakládáním nových klášterů. Když roku 1153 umíral, existovalo v Evropě kolem 300 (možná i 350) cisterciáckých klášterů, z toho 68 bylo založeno z Clairvaux. Cisterciáci brzy zatlačili do pozadí clunyjské mnichy. V roce 1145 byl zvolen někdejší mnich z Cîteaux papežem a přijal jméno Evžen III.
Cisterciácké kláštery se budovaly převážně v odlehlých končinách a nehostinných krajích, aby mniši nepřicházeli do kontaktu s laiky a snáze mohli dodržovat přísnou řeholní kázeň. Kolem těchto objektů se většinou nacházel vodní tok a mnoho dosud neobdělané půdy, kterou začali postupně kultivovat. Na polích i zahradách pracovali cisterciáci osobně. Jejich zásluhou tak byly kolonizovány mnohé do té doby pusté oblasti západní a střední Evropy. Zároveň šířili pokročilejší způsoby zemědělského hospodaření, které byly běžné ve Francii.

## Stavby klášterů

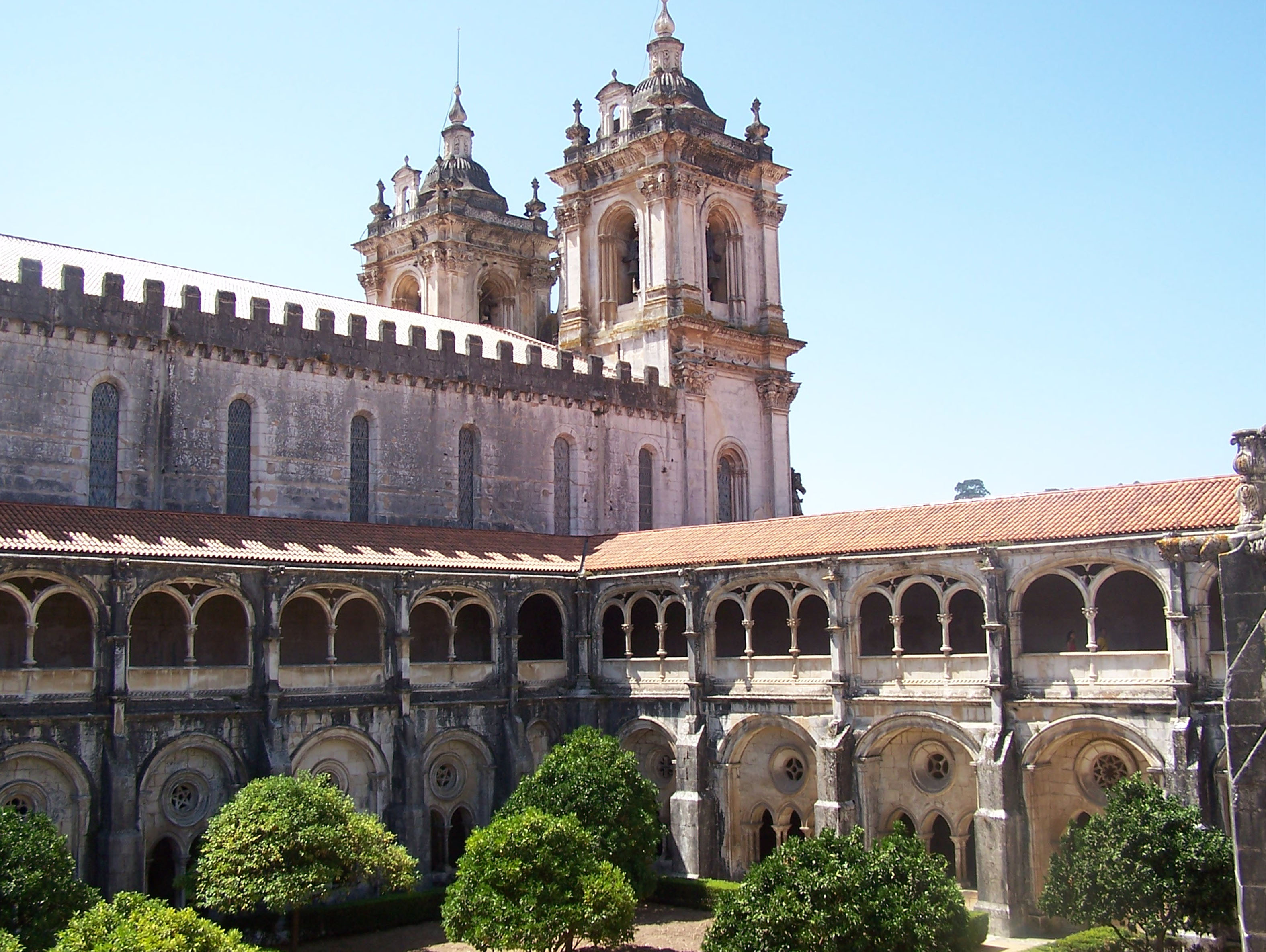
Portugalský klášter Alcobaça

Cisterciácké kláštery se staly významnými hospodářskými středisky a brzy přilákaly pozornost světské společnosti. Panovníci, šlechta i církevní hodnostáři je začali zahrnovat bohatými pozemkovými dary, takže se majetek klášterů rozrostl o nové vesnice a stovky poddaných. V důsledku toho se cisterciáci postupně vzdalovali původním ideálům. Ve 14. století se řád dostal na ústup, zatímco na popularitě nabývali žebraví mniši.
Původní požadavek prostoty se zpočátku promítl také do architektury klášterních chrámů. Cisterciácké kostely byly prosty jakékoliv sochařské či malířské výzdoby, chyběla jim barevná okna. Nádheru románských bazilik, typických pro clunyjské kláštery, vystřídala chladná krása střízlivých linií rané gotiky. Pozornost řeholníků nemělo totiž nic odvádět od soustředění se k Bohu. Ani tato zásada však neměla dlouhého trvání. Cisterciáci se zasloužili o šíření gotického slohu, v němž se posléze rovněž prosadila velkolepost a zdobnost.
V cisterciácké zbožnosti zaujímá významné místo kult Panny Marie, což je vyjádřeno i zasvěcením hlavních klášterních kostelů. Uctívání Bohorodičky – matky Ježíše Krista se s přispěním cisterciáků rozšířilo ve 12.–13. století a vneslo do křesťanství novou citovost, inspirovanou vztahem matky a dítěte.

## Organizace cisterciáckého řádu
Již od samého počátku cisterciáckého řádu byla stanovena přísná organizační struktura a stejný způsob života pro všechny cisterciácké kláštery. Centrem řádu se stal klášter v Cîteaux, ke kterému byly díky postupnému zakládání vázány ostatní dceřiné kláštery. Řád se dělil na pět větví, které odvozovaly svůj původ z pěti nejstarších opatství: Cîteaux (1098), La Ferté (1113), Pontigny (1114), Clairvaux (1115) a Morimond (1115). Opat kláštera v Cîteaux byl pak zároveň nejvyšším představitelem cisterciáckého řádu.
V Cîteaux se každoročně v září na svátek povýšení sv. Kříže konalo zasedání opatů všech cisterciáckých klášterů – tzv. Generální kapitula. Zde se projednávaly nejdůležitější záležitosti řádu a rozhodnutí kapituly měla charakter zákona.
Nové kláštery byly zakládány buď odštěpením z většího kláštera, fundací církevní nebo světské osoby tzv. přivtělením, kdy osazení nového kláštera většinou 12 mnichy a opatem proběhlo z mateřského kláštera, který také kontroloval chod dceřiného kláštera.
Ženské cisterciácké kláštery netvořily vlastní síť filiačních vazeb, ale podléhaly vždy mužskému klášteru cisterciáků. V čele ženského konventu sice stála abatyše, ale vizitací byl pověřen opat z nadřízeného mužského kláštera, který také zastupoval cisterciačky navenek.
Ještě do konce 12. století bylo založeno přes 500 dceřiných klášterů a celkový jejich počet v raném středověku dosáhl kolem 2000.

## Generální opati řádu
Do francouzské revoluce byl generálním představeným řádu opat v Cîteaux. Po francouzské revoluci vedli řád následující generální opati:
1. Raimondo Giovannini, 1814–1820
2. Sisto Benigni, 1820–1825
3. Giuseppe Fontana, 1825 (†1826)
4. Venceslao Nasini, 1826–1830
5. Sisto Benigni, 1830–1835 (podruhé)
6. Nivardo Tassini, 1835–1845
7. Livio Fabretti, 1845–1850
8. Tommaso Mossi (San Bernardo alle Terme), 1850–1853
9. Angelo Geniani (Cortemilia), 1853–1856
10. Teobaldo Cesari (San Bernardo alle Terme), 1856–1879
11. Gregorio Bartolini, 1880–1890
12. Leopold Wackarž (Vyšší Brod), 1891–1900
13. Amadeus de Bie, Bornem, 1900–1920
14. Kassian Haid (Mehrerau) 1920–1927
15. Franziskus Janssens (Klášter Achel, pak Notre-Dame de Pont-Colbert), 1927–1936
16. Edmondo Bernardini (Bazilika Svatého Kříže v Jeruzalémě / Santa Croce in Gerusalemme), 1937–1950
17. Matthäus Quatember (Vyšší Brod), 1950–1953
18. Sighard Kleiner (Hauterive), 1953–1985
19. Polikárp Zakar (Zirc), 1985–1995
20. Maurus Esteva Alsina (Poblet), 1995–2010
21. Mauro-Giuseppe Lepori (Hauterive), od 2010

## Cisterciáci včeských zemích

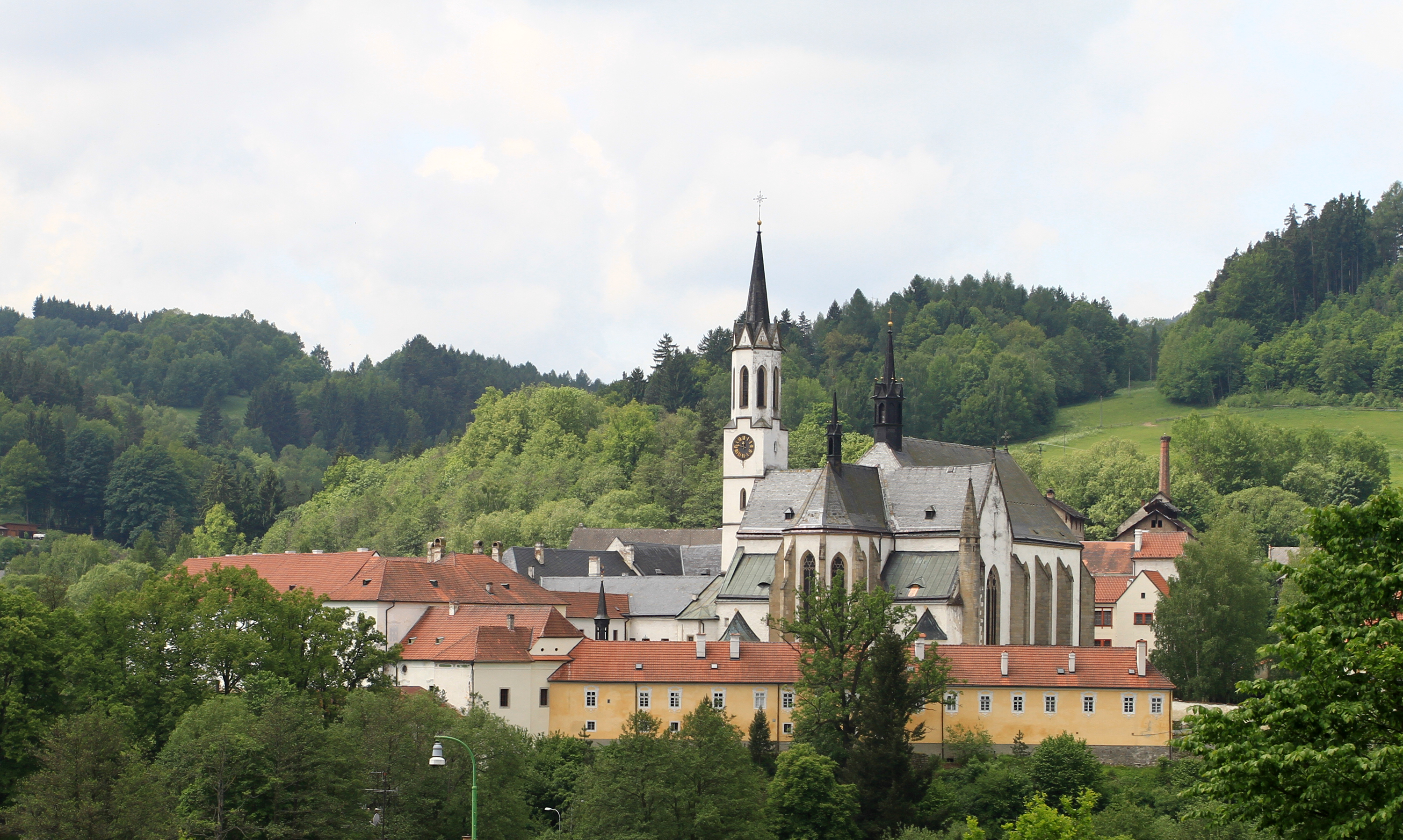
Klášter Vyšší Brod

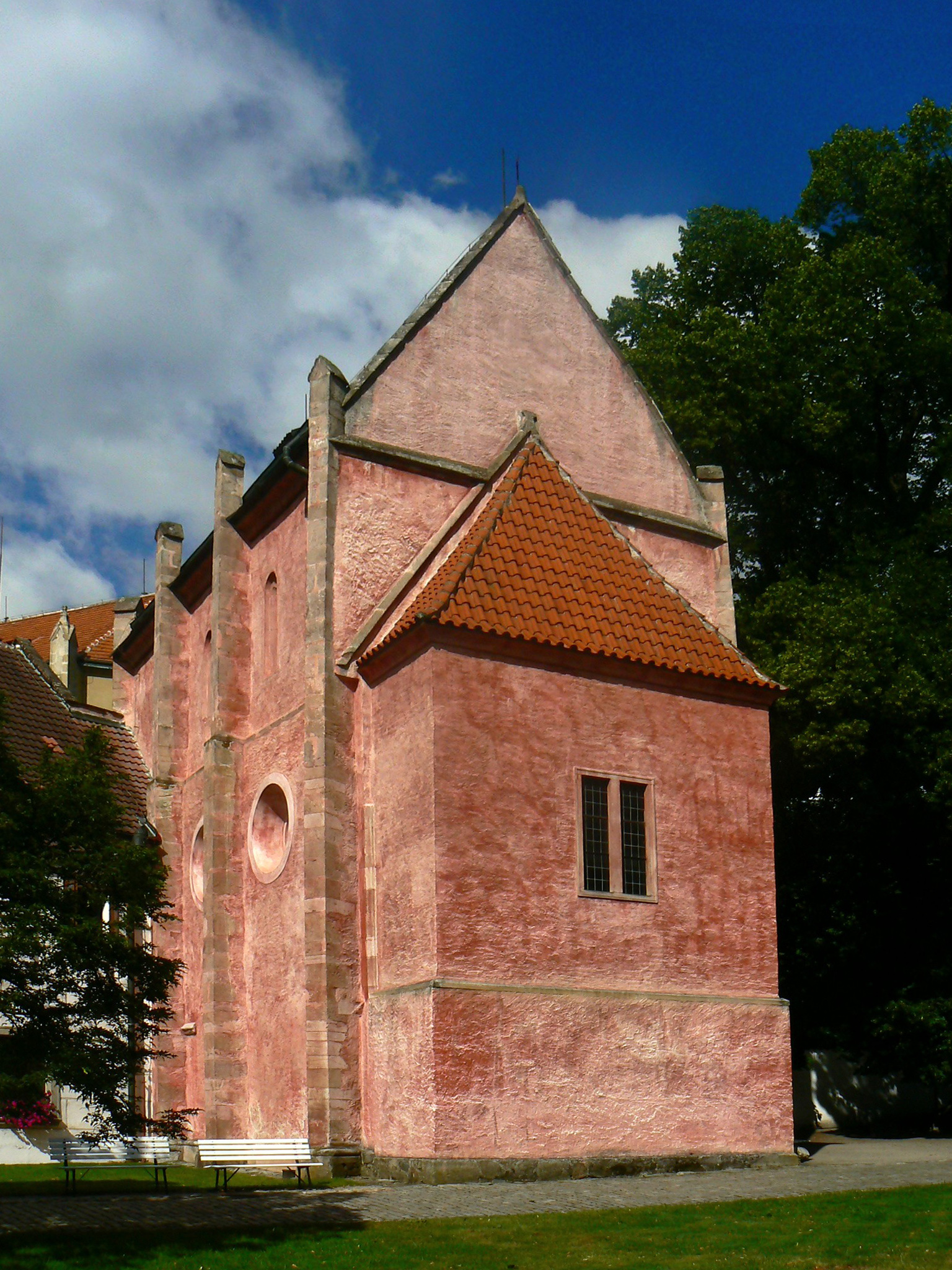
Kaple Andělů strážných kláštera Zlatá koruna

- 1142 – klášter Sedlec (zrušen Josefem II. v roce 1783)
- 1144 – klášter Plasy (zrušen Josefem II. v roce 1785)
- 1145 – klášter Pomuk (zanikl na počátku 2. poloviny 16. století)
- 1145 – klášter Hradiště (roku 1420 vyvrácen orebity)
- cca 1150 – klášter Svaté Pole (roku 1420 zničen husity)
- 1199 – klášter Osek (roku 2008 působení cisterciáků dočasně přerušeno)
- 1204 – klášter Velehrad (zrušen Josefem II. v roce 1784)
- 1225 – klášter Oslavany (zanikl po požáru na poč. 16. století, mnišky odešly do starobrněnského kláštera)
- 1233 – Klášter Porta coeli
- 1233 - Klášter Nížkov (filiace Oseka, zrušená již v roce 1239)
- 1252 – klášter Žďár (zrušen po požáru na žádost opata v roce 1784)
- 1259 – klášter Vyšší Brod
- 1261 – klášter Vizovice (zanikl rozchvácením místní šlechtou na konci 15. století[4])
- 1263 – klášter Zlatá Koruna (zrušen Josefem II. v roce 1785)
- 60. léta 13. století – klášter Pohled (zrušen Josefem II. v roce 1782)
- 1265 – klášter Sezemice (zničen husity v roce 1421)
- 1292 – klášter Zbraslav (zrušen Josefem II. v roce 1785)
- 1323 – klášter Staré Brno (zrušen Josefem II. v roce 1782)
- 1357 – Klášterní Skalice (zanikl v polovině 16. století)

### Současné funkční kláštery
- Vyšebrodský klášter
- Klášter Porta Coeli

- Osecký klášter (klášter právně existuje, ale je bez osazenstva, dočasně předán do užívání litoměřické diecézi)